# Карес Касабе
Карес Касабе (фр. Carresse-Cassaber) насеље је и општина у југозападној Француској у региону Аквитанија, у департману Атлантски Пиринеји која припада префектури По.
По подацима из 2011. године у општини је живело 652 становника, а густина насељености је износила 46,87 становника/km². Општина се простире на површини од 14 km². Налази се на средњој надморској висини од 53 метара (максималној 135 m, а минималној 10 m).

## Демографија
| 1962. | 1968. | 1975. | 1982. | 1990. | 1999. | 2011. |
| ----- | ----- | ----- | ----- | ----- | ----- | ----- |
| 738   | 746   | 697   | 589   | 536   | 468   | 652   |

График промене броја становника у току последњих година